# L'hereu (setmanari)
L'Hereu era un setmanari autonomista, humorístic i satíric que va néixer el 20 de juny del 1906. Aquest estava vinculat a la Solidaritat Catalana i, estava únicament escrit en català.
El diari no va tenir gaire durada, ja que es creu que la seva última publicació va ser el número 4, publicat l’11 de juliol del mateix any. Així doncs, les úniques publicacions van ser el 20 de juny, el 27 de juny, el 4 de juliol i l’11 de juliol. No obstant, posteriorment, el 1913, el 1917, el 1923 i el 1931 es publiquen diverses revistes amb el mateix títol. L’Hereu del 1913 també va ser un setmanari humorístic, tot i que va tenir més durada que el primer. Va arribar als 41 números. L’Hereu del 1923 tenia el mateix caràcter alegre i barrilaire dels altres dos. Aquest últim és el que va tenir menys durada, ja que només en coneixem un sol número.
El número valia cinc cèntims. Sabem pel peu de l’última pàgina que el diari s'estampava a la impremta J. Sabaté, situada al Carrer de Magdalenes, 2.
Per motius injustificables la seva última publicació va ser la número 4.

## Format
Cada número estava format per quatre pàgines de format 42x32cm.
A la portada hi apareixia el nom del diari i una il·lustració relacionada amb l’actualitat política del moment. La capçalera era diferent a cada número i les caricatures que hi apareixen eren originals de Josep Robert i Picarin, un dibuixant habitual de la premsa humorística dels anys anteriors a la Guerra Civil. Josep Robert participava en gran part de la premsa barcelonina i publicava les seves il·lustracions en altres revistes satíriques com per exemple La Garsa, Marramau, Rialles, Papitu i Pakitu. En les dues darreres, però, no s'identificava amb el seu nom real sinó que ho feia amb un pseudònim. És per això que és també conegut com a Gypsi.
A part del nom del diari i de la il·lustració, la portada també tenia un apartat anomenat “Máximas, Consells, Sentencias, Bons Mots y Menudencias” on apareixien cites de personatges presents en la política del moment com per exemple Cambó, Alejandro Lerroux, Antoni Maura o Leopoldo O'Donnell.
La primera publicació del diari (20 de juny de 1906) anava acompanyada d’un peu de pàgina explicatiu: «Un setmanari autonomista que presenta un tipus que no arribaria a la popularitat del Cu-cut!: Cintet, l’Hereu, vist per Pichs, amb una caricatura a primera pàgina plena d’intenció política».
La il·lustració d’aquesta primera pàgina mostrava gent de la “meseta” aspirants al Govern Civil de Barcelona i hi apareixia un cartell que deia: “Ministerio de la Gobernación / Aviso / para el Gobierno Civil de Barcelona se necesita un buen gobernador”. Aquesta portada de L’Hereu es va haver de substituir per un altre dibuix sobre “els intents d’unió dels cossos de la policia municipal”, ja que es considerava políticament més neutre. A ulls de la censura, la portada es podia considerar atemptatòria contra la doctrina franquista, ja que es podia interpretar com una ridiculització del Govern Civil, un dels organismes més emblemàtics del centralisme estatal i un dels de més pes en l’organigrama del règim a Catalunya.
Les tres pàgines de contingut estaven formades per quatre columnes de 420x320 mm dividides en diferents seccions. Algunes d’aquestes seccions apareixen en un o diversos números, però només n’hi havia tres que apareixen a totes les publicacions: “Entre Jo i en Cintet”, “Grinyols y Crits” i “Clatellots”.
El contingut del diari també es va haver de sotmetre al sedàs de la censura, ja que certs temes o punts de vista es consideraven inoportuns i, per tant, suprimibles.